# 高階橋
高階橋（英語：High Level Bridge）是位於英國東北英格蘭泰恩河上的一座公路铁路两用桥，連接泰恩河畔新堡和蓋茨黑德。高階橋是泰恩河畔新堡最著名的歷史工程建築，設計者是Robert Stephenson，在1849年開通，由維多利亞女王開幕。現在高階橋仍然現役，並且是英國一級保護建築。

## 外部連結
- High Level: 150 years at Newcastle

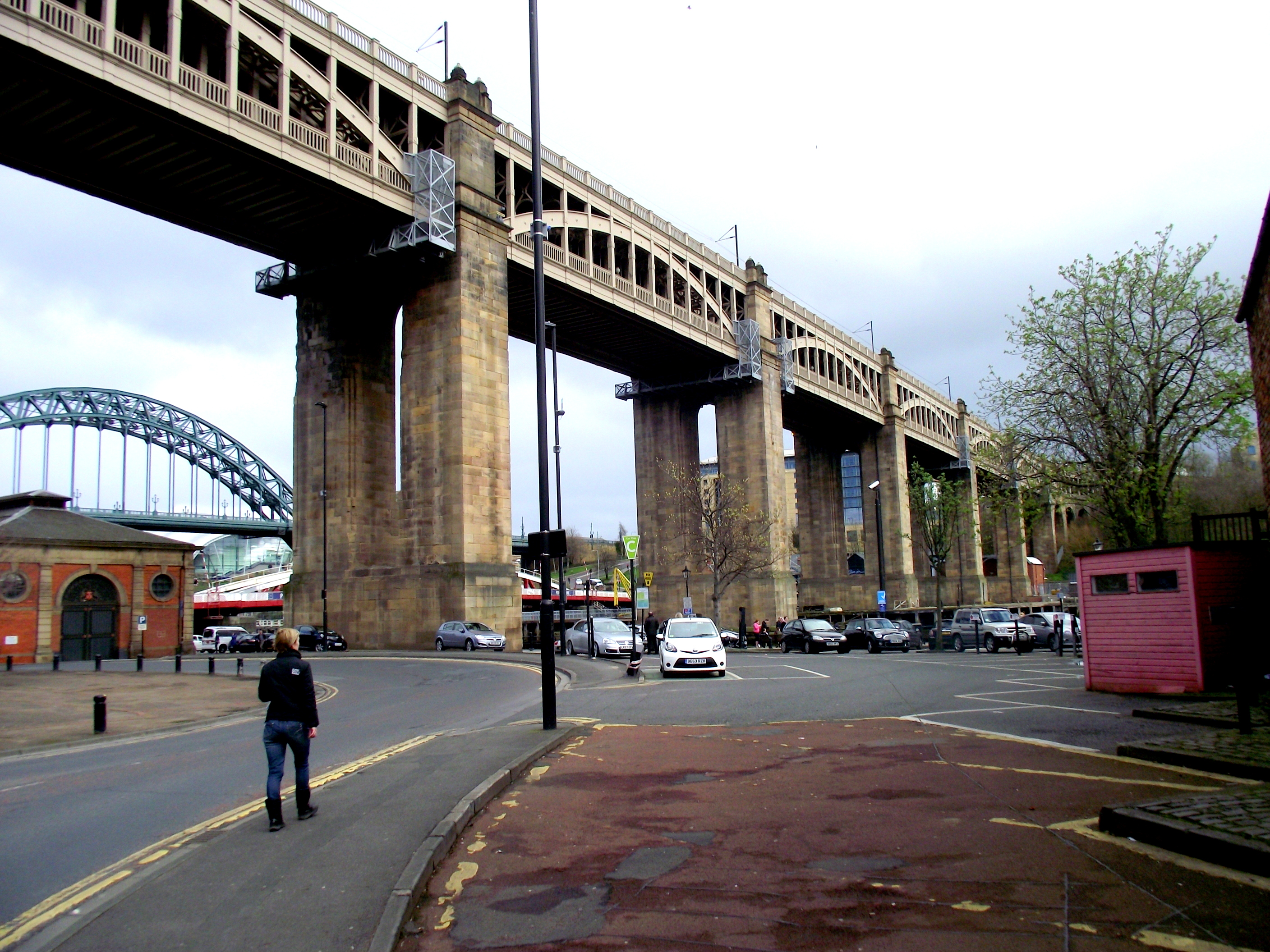
高階橋

- Structurae数据库中Newcastle High Level Bridge的数据

- Tyne Bridges （页面存档备份，存于）

54°58′01″N 1°36′29″W / 54.967°N 1.608°W